# NGC 1393
NGC 1393 ist eine Linsenförmige Galaxie vom Hubble-Typ SB0 im Sternbild Eridanus am Südsternhimmel. Sie ist schätzungsweise 92 Millionen Lichtjahre von der Milchstraße entfernt und hat einen Durchmesser von etwa 90.000 Lichtjahren. Die Galaxie ist das hellste Mitglied der NGC-1393-Gruppe.
Im selben Himmelsareal befinden sich unter anderem die Galaxien NGC 1391, NGC 1394, NGC 1407, IC 343.
Das Objekt wurde am 6. Oktober 1785 von Wilhelm Herschel entdeckt und später von Johan Ludvig Emil Dreyer im New General Catalogue verzeichnet.

## NGC 1393-Gruppe (LGG 99)
| Galaxie   | Alternativname | Entfernung/Mio. Lj |
| --------- | -------------- | ------------------ |
| NGC 1383  | PGC 13377      | 83                 |
| NGC 1393  | PGC 13425      | 92                 |
| PGC 13582 | ESO 548-79     | 86                 |